# 911 오퍼레이터
911 오퍼레이터(911 Operator)는 폴란드의 스튜디오 주츠 게임스가 개발하고 플레이웨이가 배급한 2017년 시뮬레이션 게임이다. 게임에서 플레이어는 9-1-1 전화 오퍼레이터의 역할을 맡으며 통화에 답변하고 다양한 위기 지역에 경찰관, 응급구조사, 소방관을 파견해야 한다. 911 오퍼레이터는 2016년 7월 21일부터 8월 20일까지 수행된 성공적인 킥스타터 캠페인을 통해 자금을 지원받았다. 이 게임은 2017년 2월 PC용으로 출시되었으며, 이듬해에 플레이스테이션 4, 엑스박스 원용으로 출시되었다. 안드로이드 (운영체제) 버전의 게임은 2017년 2월 16일 출시되었다. 2018년 10월 26일, 이 게임은 닌텐도 스위치용으로 출시되었다. 후속작 112 오퍼레이터는 2020년 4월 23일 스팀을 통해 PC로 출시되었
다. 안드로이드 모바일용으로는 구글 플레이를 통해 2020년 10월 22일 출시되었다.

## 평가
| 통합 점수 평론사 점수 NS PC 게임랭킹스 71.25% 71.25% 메타크리틱 72/100 68/100 |        |        |
| 통합 점수                                                                     |        |        |
| 평론사                                                                        | 점수   | 점수   |
| 평론사                                                                        | NS     | PC     |
| 게임랭킹스                                                                    | 71.25% | 71.25% |
| 메타크리틱                                                                    | 72/100 | 68/100 |